# Ficsór József
Ficsór József (Kiskunfélegyháza, 1952. július 27. – Kiskunfélegyháza, 2012. december 24.) üzem- és agrármérnök, 1990 és 2010 között Kiskunfélegyháza polgármestere volt.

## Életrajza
1970-ben érettségizett szülővárosában, a Petőfi Sándor Gimnáziumban (ma Petőfi Sándor Gépészeti és Informatikai Szakképző Iskola és Kollégium). A Debreceni Agrártudományi Egyetem Szarvasi Főiskoláján szerezte üzemmérnöki diplomáját. 1974-ben költözött vissza Kiskunfélegyházára, a Lenin Mezőgazdasági Termelőszövetkezetben dolgozott 1990-ig. Közben agrármérnöki diplomát szerzett 1988-ban. 1990-ben pártonkívüliként indult az helyi önkormányzati választásokon s választották meg polgármesternek. E tisztet 2010-ig töltötte be. Nevéhez jelentős infrastrukturális és intézményi beruházások fűződnek. A Chaîne des Rôtisseurs Gasztronómiai Egyesület és a Nemzetközi Szent György Vitézi Lovagrend tagja volt. 2010-ben visszavonult a politikától.

## Kitüntetései
- Tűzbiztonsági Érem bronz és ezüst fokozata
- Bács-Kiskun Megye Közszolgálatáért díj, 1996
- Belügyminiszteri Aranygyűrű, 1996
- Bács-Kiskun Megyei Tűzoltó Szövetség arany fokozata, 1997
- Holló László-díj, 1998
- rendőrség munkáját elősegítő tevékenységéért díszkard, 2005
- Az Év Polgármestere, 2005
- Magyar Köztársasági Érdemrend lovagkeresztje, 2005
- Kiskunfélegyháza Város Díszpolgára (posztumusz), 2013